# Stadmania oppositifolia
Stadmania oppositifolia là một loài thực vật có hoa trong họ Bồ hòn. Loài này được Lam. miêu tả khoa học đầu tiên năm 1793.